# パトリシア・ライトソン
パトリシア・ライトソン（Patricia Wrightson、1921年6月19日 - 2010年3月15日）は、オーストラリアの児童文学作家、ファンタジー作家、SF作家。
ニューサウスウェールズ生まれで、農村の孤立した環境で育ち、読書を中心に暮らしていた。
オーストラリア人が書いたオーストラリアに関する本がまだほとんどない時代に、先住民アボリジニの口承文学に惹かれ、そこにうたわれる精霊たちを題材にしたファンタジーを書き、ヤングアダルト向けファンタジーの新しい領域を開拓した。
1986年国際アンデルセン賞作家賞を受賞。
2010年3月15日、88歳で死去。

## 著作リスト
- 『惑星からきた少年』（Down to Earth (1965)、久米穣訳、あかね書房、少年少女世界SF文学全集5）1971年
- 『ぼくはレース場の持主だ!』（I Own the Racecourse! (1968)、猪熊葉子訳、評論社、児童図書館・文学の部屋） 1972年
- 『星に叫ぶ岩ナルガン』（The Nargun and the Stars (1973)、猪熊葉子訳、評論社、児童図書館・文学の部屋） 1982年

両親を亡くし都会から親戚に引き取られた白人の少年と、土着の精霊たちの触れ合いを描いた作品。ナルガンは冷えた溶岩の精というようなもので、計り知れない大いなる存在。
- 「ウィラン・サーガ」（Wirrun）

アボリジニの青年ウィランの冒険、精霊との恋を描いたシリーズ。ジュブナイルでなく一般向け作品。
1)『氷の覇者』（The Ice Is Coming (1977)、渡辺南都子訳、ハヤカワ文庫FT62） 1984年
2)『水の誘い』（The Dark Bright Water (1978)、渡辺南都子訳、ハヤカワ文庫FT63） 1984年
3)『風の勇士』（Behind The Wind (1981)、渡辺南都子訳、ハヤカワ文庫FT64） 1984年
- 『ミセス・タッカーと小人ニムビン』（A Little Fear (1983)、百々佑利子訳、岩波書店、世界児童文学の名作C） 1986年
- 『ムーン・ダークの戦い』（Moon-dark (1987)、百々佑利子訳、岩波書店） 1991年
- 『いにしえの少女バルイェット』（Balyet (1989)、百々佑利子訳、岩波書店） 1992年